# Bruinkeelmonarch
De bruinkeelmonarch (Myiagra castaneigulari) is een zangvogel uit de familie Monarchidae (monarchen). Deze soort werd eerder beschouwd als een ondersoort van de blauwkapmonarch (M. azureocapilla).

## Verspreiding en leefgebied
Deze soort is endemisch op Fiji en telt twee ondersoorten:
- M. c. castaneigularis: Vanua Levu (noordelijk Fiji).
- M. c. whitneyi: Viti Levu (westelijk Fiji).

## Status
De grootte van de populatie is niet gekwantificeerd maar de soort wordt omschreven als vrij algemeen. Op de Rode lijst van de IUCN heeft deze soort de status niet bedreigd.